# 가와즈 료이치
가와즈 료이치(일본어: 河津 良一, 1992년 5월 22일~)는 일본의 축구 선수이다.

## 구단 경력
그는 2015년 J2리그의 제프 유나이티드 지바에 입단했다. 8월 일본 풋볼 리그의 아술 클라로 누마즈로 이적했다. 2016년 일본 풋볼 리그 3위를 기록하여 J3리그로 승격했다. 2018년 그루자 모리오카로 이적했다. 2019년부터 2020년까지 반라우레 하치노헤에서 뛰었다.